# Луїджі Віллорезі
Луїджі Віллорезі (італ. Luigi Villoresi), (нар. 16 травня 1909, Мілан, Ломбардія, Королівство Італія — пом. 24 серпня 1997, Модена, Емілія-Романья, Італія) — італійський автогонщик, дворазовий переможець Targa Florio, пілот Формули-1 і 24 годин Ле-Мана, один з перших пілотів Scuderia Ferrari у Формулі-1.